# Anne Marie Rådström
Anne Marie Rådström, född Wahlgren 9 december 1919 i Malmö, död 21 februari 2014, var en svensk journalist och teaterchef. 
Anne Marie Rådström började arbeta som journalist på Skånska Dagbladet under 1940-talet. Mellan 1955 och 1962 arbetade hon på Folket i Bild (FIB) i Stockholm och innehade därefter en tjänst som pressekreterare på biståndsorganet Nämnden för internationellt bistånd. Åren 1964-68 var hon presskommissarie på Dramaten och 1968–1984 chef för Parkteatern i Stockholm.
Rådström hade ett sommarhus i Gagnef i Dalarna och engagerade sig i ortens spelmanslag, folkdanslag och kulturhistoria. Hon skrev bland annat en pjäs om bokillustratören Ottilia Adelborg som bodde i Gagnef. Pjäsen uruppfördes i Gagnef 1976 med Mimmo Wåhlander i huvudrollen. Rådström skrev även en bok om Adelborg och andra böcker med anknytning till Dalarnas kulturhistoria.
År 1980 tilldelades hon Samfundet S:t Eriks plakett.
Anne Marie Rådström var gift med författaren Pär Rådström 1951–1960 och med professor Gösta Tunevall från 1968 till dennes död 2003. Hon var mor till författaren Niklas Rådström.